# Bruchophagus intermedius
Bruchophagus intermedius är en stekelart som först beskrevs av Thomson 1876.  Bruchophagus intermedius ingår i släktet Bruchophagus och familjen kragglanssteklar. Arten är reproducerande i Sverige. Inga underarter finns listade.